# Gefecht von Ludwigshafen
Gefecht bei Kirchheimbolanden – Gefecht von Ludwigshafen – Gefecht bei Rinnthal
Das Gefecht von Ludwigshafen und die darauf folgende Kanonade von Ludwigshafen dauerten vom 15. bis 18. Juni 1849 und waren ein Teil des Pfälzischen Aufstandes und der Badischen Revolution. Die junge Siedlung Ludwigshafen wurde durch die Granaten der badischen Artillerie und dadurch ausgelöste Brände stark beschädigt.
Heckerzug (13. bis 27. April 1848):
Scheideck – Günterstal – Freiburg – Dossenbach
Struve-Putsch (21. bis 25. September 1848):    
Staufen
Badischer Militäraufstand (9. Mai bis 23. Juli 1849):
Heppenheim – Weinheim – Wald-Michelbach – Ludwigshafen – Käfertal – Ladenburg I – Hirschhorn – Waghäusel – Ladenburg II – Sinsheim – Ubstadt – Durlach – Murglinie – Gernsbach – Rastatt

## Vorgeschichte
Die Bewegung der Revolution von 1848 in den Staaten des Deutschen Bundes hatte zur Wahl der Frankfurter Nationalversammlung als erster gesamtdeutscher Volksvertretung geführt. Dieses Parlament hatte am 28. März 1849 eine Verfassung des deutschen Reiches verkündet, die die Staatsform einer erblichen konstitutionellen Monarchie vorsah. Der preußische König Friedrich Wilhelm IV. lehnte die angebotene Kaiserkrone ab. Am 23. April lehnten der bayerische König und seine Regierung die Paulskirchenverfassung ab, was von der Linken als Staatsstreich angesehen wurde. Am 2. Mai wurde beschlossen, einen zehnköpfigen Landesausschuss zur Verteidigung und Durchführung der Reichsverfassung einzurichten und am 7. Mai 1849 legitimierte der Bevollmächtigte der Zentralgewalt für die Pfalz, Bernhard Eisenstuck, den Landesverteidigungsausschuss.
Am 3. Mai 1849 brach der Dresdner Maiaufstand aus, der bereits am 9. Mai durch sächsische und preußische Truppen niedergeschlagen wurde. Am 11. Mai begann der dritte badische Aufstand mit der Meuterei der badischen Truppen in der Bundes-Festung Rastatt.
Am 11. Juni begann die preußische Intervention in der Pfalz – das I. preußischen Armeekorps unter Generalleutnant Moritz von Hirschfeld überschritt bei Kreuznach unangefochten die pfälzische Grenze und rückte nach Süden vor. Am 14. Juni kam es zum Gefecht bei Kirchheimbolanden. Ludwik Mierosławski, ein polnischer Revolutionär, traf am 10. Juni. 1849 in Heidelberg ein um das ihm von den Revolutionären übertragene Oberkommando über die badisch-pfälzische Revolutionsarmee zu übernehmen, das Hauptquartier wurde nach Mannheim verlegt.
Am 15. Juni versetzte Generalleutnant Eduard von Peucker, der Kommandeur der im Neckar-Korps zusammengefassten Bundestruppen, den badischen Unter- und Mittelrheinkreis in den Kriegszustand. Ebenfalls am 15. Juni kam es wenige Kilometer nordöstlich von Mannheim zum Gefecht bei Käfertal zwischen hessischen Reichstruppen und der badischen Revolutionsarmee.

## Die Besetzung von Ludwigshafen durch die Preußen
Am 15. Juni 1849 rückte die 1. Division des I. Armeekorps in Frankenthal ein und sandte seine Vorhut bis Oggersheim. Von Oggersheim stieß Major Künzel mit dem 1. Bataillon des 28. Infanterieregiments, einer Schwadron des 9. Husarenregiments, einer Abteilung Jäger und zwei Geschützen auf Ludwigshafen vor.
Badische Infanterie griff die Preußen gegen 11 Uhr vor Ludwigshafen an, zogen sich aber vor dem preußischen Gegenangriff nach Ludwigshafen zurück. Die Zugänge im Norden und Westen waren durch Barrikaden blockiert worden, wozu man Baumwollballen verwendet hatte und die durch Geschütze der Revolutionstruppen gedeckt waren. Eine Abteilung der Freischaren versuchte einen Ausfall, der aber zurückgeschlagen wurde. Nach einem kurzen Tirailleurgefecht gelang es den Preußen beide Zugänge zu gewinnen und zwei weitere Barrikaden in der Rheinstraße zu stürmen. Die Revolutionstruppen zogen sich mit ihren Geschützen über die Rheinbrücke nach Mannheim zurück. Ein Teil konnte auch in Richtung Speyer entkommen. Bei der Flucht über die Brücke erlitten die Aufständischen noch weitere Verluste durch das Feuer der Preußen. Um die Preußen an der Verfolgung zu hindern lösten die Fliehenden die Glieder der Schiffbrücke, wobei einige in den Rhein stürzten und ertranken. Nach einem Gefecht von etwa 2 Stunden befand sich Ludwigshafen um 13.30 Uhr in der Hand der preußischen Truppen. Die 1. Division beließ ein Bataillon und 4 leichte Geschütze in Ludwigshafen zurück und besetzte am 16. Juni Speyer, Schifferstadt und Mutterstadt.

## Die Kanonade von Ludwigshafen durch die Revolutionsarmee
Bereits während der Kämpfe in Ludwigshafen hatte die badische Revolutionsarmee auf der Mannheimer Rheinseite schwere Artillerie in Stellung gebracht, die nach dem Rückzug der Aufständischen über die Schiffbrücke mit der Kanonade von Ludwigshafen begann. Die Preußen mussten ihre leichten Geschütze außer Reichweite der badischen Artillerie bringen und konnten das Duell nicht aufnehmen. Bereits am 15. Juni gegen 15 Uhr verursachte eine badische Granate einen Brand in einem Warenschuppen im Ludwigshafener Hafenbereich, der rasch auf sämtliche Bauten im Hafen übergriff. Im weiteren Verlaufe des Tages fing auch die Schiffbrücke Feuer. Das Geschützfeuer hielt die ganze Nacht vom 15. auf den 16. Juni mit wenigen Unterbrechungen an. Nach einer Pause am frühen Morgen wurde die Kanonade am 16. Juni von 7 bis 11 Uhr fortgesetzt. Die Preußen beschossen die Häuser am Mannheimer Ufer mit glühenden Kugeln um die dort befindlichen Schützen zu vertreiben, konnten aber weiterhin nichts gegen die schwere badische Artillerie unternehmen, die von dem schweizerischen Artillerieoffizier Arnold Steck und Otto von Corvin-Wiersbitzki geleitet wurde.
Die Kanonade dauerte auch noch am 17. Juni an, wobei keine Seite besondere Erfolge erzielen konnte. Am 18. Juni lösten die Preußen ihre Truppen in Ludwigshafen durch frische Einheiten ab, obwohl bereits für den 19. Juni die Ankunft von Verbänden des westfränkischen Korps der bayerischen Armee angekündigt war. Während dieser Ablösung forcierte die badische Artillerie den Beschuss. Am 18. Juni gegen 22 Uhr versuchten die badischen Truppen mit Kähnen nach Ludwigshafen überzusetzen, der Versuch wurde jedoch aufgrund des preußischen Abwehrfeuers abgebrochen. Am 19. Juni schwiegen die Geschütze beidseits des Rheins. Vom 15. bis 18. Juni wurden schätzungsweise 1 000 Granaten von Mannheim auf Ludwigshafen abgefeuert.

## Ankunft der Bayern
Das westfränkische Korps der bayerischen Armee unter Generalleutnant Karl Theodor von Thurn und Taxis hatte am 18. Juni mit 9 500 Mann die Grenze zur Rheinpfalz überschritten, nachdem es am 16. Juni den Rhein bei Oppenheim überquert hatte. Der Vormarsch nach Süden erfolgte über Worms und Frankenthal. Am 19. Juni um 23 Uhr rückten die bayrischen Truppen mit einem Jägerbataillon und zwei Eskadron Kavallerie und einer Artillerie-Batterie in das zerstörte Ludwigshafen ein. Es war die Absicht den Angriff des Armeekorps von Generalleutnant Eduard von Peucker auf Mannheim zu unterstützen.

## Folgen des Gefechts
Die Preußen konnten einerseits den Rheinübergang bei Mannheim nicht vollenden und die pfälzische Armee unter Franz Sznayde konnte andererseits sich auch nicht mehr bei Mannheim mit der badischen vereinigen. So zog die pfälzische Armee am 18. Juni bei Knielingen über die Rheinbrücke. Die Preußen folgten am 20. Juni bei Germersheim.